# Autobus Régionaux du Cœur de la Côte
Autobus Régionaux du Cœur de la Côte, conosciuta anche con la sigla ARCC, è l'azienda svizzera che svolge il servizio di trasporto pubblico con autobus nella zona nota come la Côte nel Canton Vaud, comprendente comuni e località, a vocazione turistica e vitivinicola, che si affacciano sulla sponda settentrionale del Lago Lemano.

## Esercizio
ARCC gestisce 8 autolinee di interesse cantonale.

## Storia
L'azienda fu fondata il 20 dicembre 1996 rilevando le preesistenti concessioni di autolinee Allaman - Aubonne-Gimel (AAG) e Rolle-Gimel (ARG), nonché i servizi di scuolabus e noleggio svolti nella zona.

## Dati societari
La direzione amministrativa e finanziaria dipende dalla Société Electrique des Forces de l'Aubonne SA, mentre la gestione del e manutenzione parco veicoli sono demandate all'azienda Le Coultre Voyages SA.